# Anabarhynchus longepilosus
Anabarhynchus longepilosus är en tvåvingeart som beskrevs av Lyneborg 1992. Anabarhynchus longepilosus ingår i släktet Anabarhynchus och familjen stilettflugor. Inga underarter finns listade i Catalogue of Life.